# Poonam Sinha
Poonam Sinha (Haiderabad, 3 november 1949) is een voormalig Indiaas actrice die voornamelijk in Hindi films speelde en politicus.

## Biografie
Sinha werd bekroont tot Miss Young India in 1968 en maakte kort daarna haar debuut met Jigri Dost. Ze was bekend onder haar artiestennaam Komal. In 1973 was ze met haar toekomstige echtgenoot Shatrughan Sinha te zien in Sabak. Het stel trouwde in 1980 en kregen drie kinderen waaronder acteurs Sonakshi Sinha en Luv Sinha. Ze beeïndigde haar film carrière om voor de kinderen te zorgen. Na een lange onderbreking was ze te zien in Jodhaa Akbar in de rol van de moeder van Hrithik Roshan. In 2019 begon ze aan een carrière in de politiek.

## Filmografie
| Jaar | Film                | Rol               | Opmerking      |
| ---- | ------------------- | ----------------- | -------------- |
| 1969 | Aadmi Aur Insaan    | Renu Mehra        |                |
| 1969 | Jigri Dost          | Indu              |                |
| 1970 | Aag Aur Daag        | Renu              |                |
| 1971 | Chandan             | Gauri             |                |
| 1974 | Joroo Ka Ghulam     | vriendin van Tina | gastoptreden   |
| 1973 | Sabak               | Poonam            |                |
| 1974 | Shaitaan            | date van Munish   | gastoptreden   |
| 1974 | Ishk Ishk Ishk      |                   | gastoptreden   |
| 1974 | Dil Deewana         | Sunita            |                |
| 1977 | Dreamgirl           |                   | gastoptreden   |
| 1977 | Darling Darling     | Seema             |                |
| 1981 | Prem Geet           |                   | mede-producent |
| 1983 | Ghungroo            | Renu              |                |
| 2002 | Mitr: My Friend     | een kennis        | gastoptreden   |
| 2006 | Mera Dil Leke Dekho |                   | producent      |
| 2008 | Jodhaa-Akbar        | Hamida Banu Begum |                |